# کودی هال
کودی تیلور هال (زاده ۳۱ مه ۱۹۹۱) یک کشتی‌گیر حرفه ای آمریکایی است. او بیشتر به دلیل فعالیت در کشتی حرفه ای نیو ژاپن (NJPW) شناخته می‌شود، جایی که او عضو بولت کلاب بود. هال یک کشتی‌گیر نسل دوم و پسر  اسکات هال است.

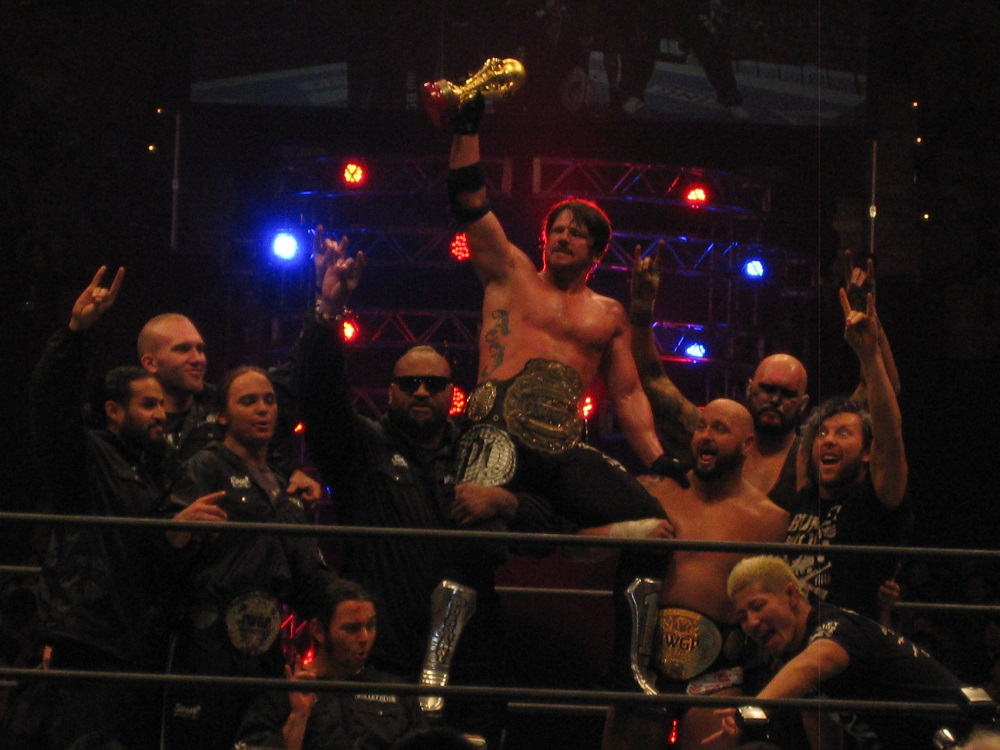
هال به عنوان عضو بولت کلاب در فوریه ۲۰۱۵

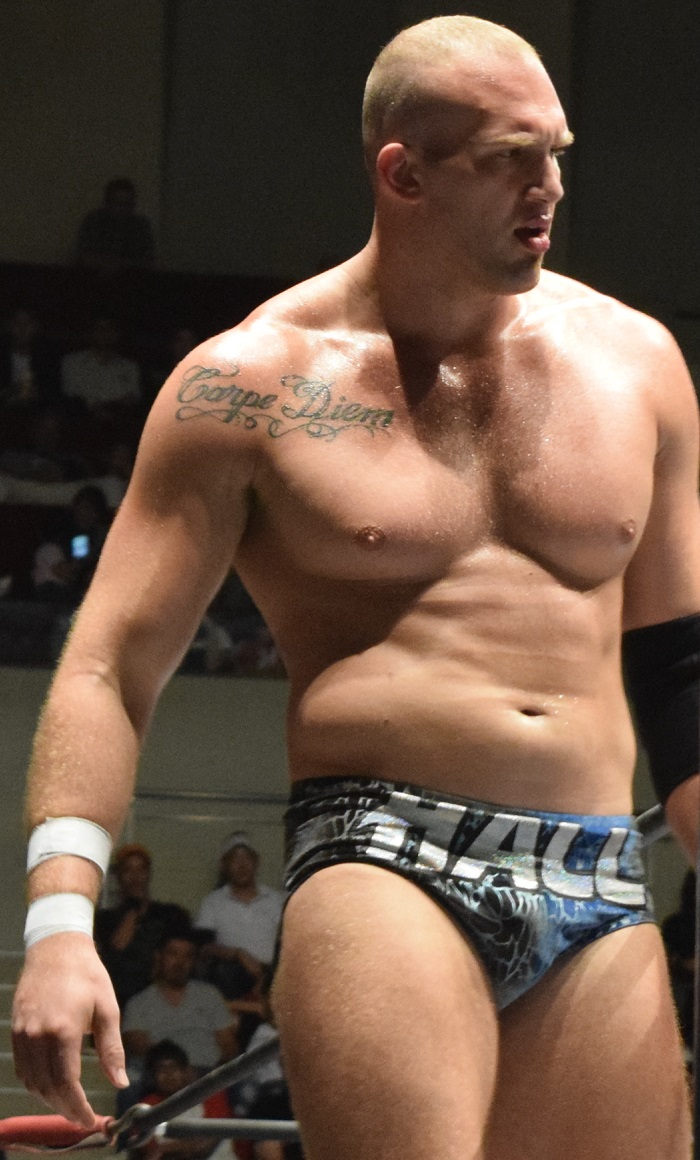
هال در NJPW در سال ۲۰۱۵